# Fælleslisten
Fælleslisten er et landsdækkende politisk parti, der er opstået i sommeren 2010. Partiets leder er Leif Hornshøj. Partiet er endnu ikke opstillingsberettiget til Folketinget, men er i gang med at samle de fornødne underskrifter. Fælleslisten ser sig som repræsentanter for Udkantsdanmark. 

## Supersygehus i Gødstrup
Partiet udspringer fra protestlisterne Fælleslisten Vest (Vestjylland) og Fælleslisten Øst (Silkeborg, Karup og Skive), som blev dannet i protest mod regeringens og Region Midtjyllands planer om at bygge et nyt supersygehus ved Gødstrup nær Herning. Placeringen af sygehuset i Gødstrup i stedet for ved Aulum, der ligger længere mod nordvest, frygtes at give Holstebro, Struer og Lemvig en dårligere sygehusbetjening. 

## Regionsrådsvalget 2009
Ved regionsrådsvalget den 17. november 2009 fik Fælleslisten Vest over 40 procent af stemmerne i Holstebro og Struer kommuner, mens listen fik over 30 procent i Lemvig Kommune. Listen har nu ét medlem i Midtjyllands Regionsråd. Udover partiformanden Leif Hornshøj blev spidskandidat og gruppeformand Poul A. Christensen fra Holstebro valgt ind, men sidstnævnte meldte sig senere ud på grund af uenigheder.

## Folketingsvalget 2011
På et pressemøde på Nørre Vosborg den 30. juni 2011 meddelte Fælleslistens folketingskandidat Esther Jakobsen (førstesuppleant til det midtjyske regionsråd) og Kristendemokraternes folketingsmedlem Per Ørum Jørgensen, at de to partier havde lavet en aftale om et valgteknisk samarbejde ved folketingsvalget senere samme år. Ifølge aftalen skulle Fælleslistens kandidater opstille på Kristendemokraternes liste. 

## Regionsrådsvalget 2013
Ved regionsrådsvalget 2013 gik fælleslisten kraftigt tilbage, idet de kun opnåede 5.189 stemmer, hvilket svarer til en tilbagegang på trefjerdedele. Partiet opnåede således ikke valg.